# Trận điểm cao 3234
Trận điểm cao 3234 là một trận phòng thủ giữa 39 lính dù Liên Xô (VDV) chống lại số lượng chiến binh Mujahideen đông đảo hơn nhiều lần, diễn ra trên điểm cao 3234 tại Afghanistan tháng 1 năm 1988.

## Bối cảnh
Tháng 11 năm 1987, Tập đoàn quân số 40 của Hồng quân Liên Xô dưới quyền tướng Boris Vsevolodovich Gromov bắt đầu Chiến dịch Magistral để mở đường từ thành phố Gardez (thủ phủ tỉnh Paktia - Afganistan) tới thành phố Khost (thủ phủ tỉnh Khost - Afganistan) gần biên giới Pakistan. Thành phố Khost đã bị cô lập trong nhiều tháng bởi lực lượng Mujahideen do Jalaluddin Haqqani chỉ huy, và phải được tiếp tế bằng đường hàng không. Các cuộc đàm phán đã được thực hiện với bộ lạc Jadran ở địa phương cũng như với Haqqani. Tuy nhiên chúng không thành công, chủ yếu là do quyết tâm không thể lay chuyển của Haqqani: muốn kiểm soát thành phố và biến nó thành lãnh thổ nòng cốt của một bang độc lập, cũng như làm cơ sở cho việc thâm nhập sâu hơn vào các vùng khác trong tương lai. Trước khi chiến dịch Magistral bắt đầu đã có một chiến dịch tuyên truyền rộng rãi, với một đài phát thanh đặc biệt được thành lập, để kêu gọi người dân Jadran ngừng hỗ trợ quân Mujahideen và rời khỏi khu vực chiến sự.
Ngay cả trong lúc tiến hành đàm phán đàm phán, một kế hoạch tác chiến chi tiết đã hình thành và các đơn vị Sô-viết được đặt trong trạng thái báo động. Ngay sau khi cuộc đàm phán cuối cùng thất bại, cuộc tiến công đã được lên kế hoạch sẵn được thực hiện ngay. Chiến dịch đã huy động các sư đoàn bộ binh cơ giới 108 và 201 cùng 2 lữ đoàn bộ binh không vận: lữ đoàn 345 (Sư đoàn Không vận Cận vệ 103) và Lữ đoàn 56. Họ được hỗ trợ bởi năm sư đoàn bộ binh và một sư đoàn thiết giáp của chính phủ Afghanistan. Trước đó, tình báo và trinh sát đường không đã xác định được một số địa điểm trú đóng quan trọng của phiến quân dọc theo con đường từ thủ đô Kabul tới Khost. Hệ thống công sự bao gồm cả bãi mìn sâu 3 km, 10 dàn phóng tên lửa tự hành BM-21 cùng nhiều súng máy phòng không (trọng liên) DShK, súng không giật, súng cối và súng chống tăng vác vai. Phiến quân đã chuẩn bị tốt cho cuộc phòng ngự, biến con đường đèo chính và các ngọn đồi xung quanh trở nên không thể vượt qua. Bộ chỉ huy chiến dịch phía Liên Xô đã nhận thức được rằng một cuộc tấn công trực tiếp sẽ trở thành tự sát và do đó quyết định lừa phiến quân tự để lộ vị trí của họ. Ngày 28 Tháng 10 Năm 1987, một cuộc đổ bộ đường không giả được thực hiện trong khu vực vực quân Mujahideen kiểm soát, các hình nộm có đủ quân phục được thả dù từ trên không. Nhờ đó, một máy bay trinh sát đã phát hiện và truyền về tọa độ các vị trí của phiến quân cho không quân Sô-viết. Sau một số cuộc không kích và một trận pháo kích kéo dài 4 giờ, Chiến dịch Magistral bắt đầu.

## Diễn biến
Khi mới bắt đầu Chiến dịch Magistral, các chỉ huy phía Liên-xô muốn giải tỏa (hoạt động quân sự trực tiếp nhằm đảm bảo một khu vực do đối phương tạm chiếm được kiểm soát hoàn toàn, phục vụ cho các hoạt động quân sự tiếp theo) toàn bộ đoạn đường từ Gardez tới Khost. Một trong những vị trí quan trọng nhất là ngọn đồi không tên được xác định trên bản đồ bằng chiều cao 3234m của nó: điểm cao 3234, được giao cho Đại đội 9 của Lữ đoàn Không vận Độc Lập 345 do Đại tá Valery Vostrotin chỉ huy. Đại đội 9 chỉ có 39 binh sĩ đã đổ bộ lên đỉnh đồi trên ngày 7 tháng 1 năm 1988, với trách nhiệm thiết lập và chốt giữ một tiểu cứ điểm đủ mạnh trên đỉnh đồi để từ đó quan sát và kiểm soát một đoạn dài của con đường bên dưới, đảm bảo an toàn cho các đoàn công-voa của quân Liên-xô.
Ngay sau khi đổ bộ, các quân nhân Đại đội 9, những người đã được đào tạo tốt và có kinh nghiệm qua các chiến dịch tại Afghanistan, bắt đầu chiếm lính các vị trí để từ đó bao quát cả con đường chính và các đường mòn xung quanh. Chỉ ngay sau khi họ hoàn thành công sự phòng thủ, quân Mujahideen bắt đầu cuộc tấn công lúc 15.30 chiều cùng ngày. Đầu tiên họ pháo kích lên vị trí của binh sĩ Liên-xô với tất cả những vũ khí có thể bao gồm cả súng phóng lựu, súng không giật và súng chống tăng vác vai. Sau một vài loạt, pháo binh Xô-viết đã bắt đầu đáp trả thông qua sự chỉ điểm qua điện đài vô tuyến của Trung úy Victor Gagarin (chỉ huy Trung đội 1). Khi phiến quân ngừng pháo kích sau 10 đợt liên tiếp, phía Liên-xô nhận rõ rằng đây là khởi đầu của một cuộc tấn công bằng bộ binh. Các chiến binh Mujahideen lợi dụng địa hình nhiều góc khuất xung quanh vị trí của Đại đội 9, tiếp cận đối phương trong khi pháo kích và xuất phát tấn công, hai bên chỉ cách nhau khoảng 200m.
Đợt tấn công đầu tiên của phía Mujahideen kéo dài 50 phút, phối hợp bài bản và có điện đài vô tuyến để liên lạc qua lại. Kết thúc đợt tấn công, họ phải rút lui với 10-15 người chết và 30 bị thương.
Đợt thứ hai lúc 17.35 trên 3 hướng, tuy nhiên hướng thứ 3 đã bị phía phòng thủ đoán trước. Thượng úy Rozhkova cùng một số lính dù Liên-xô phụ trách hướng này, sau đó có thêm thượng úy A.Smirnov cùng vài lính dù khác đến tăng cường.
Đợt tấn công thứ ba bắt đầu lúc 19.10 dưới mưa đạn súng máy và đạn súng chống tăng vác vai. Không thể tính được thiệt hại của phiến quân trong đợt này. Tiếp theo đó còn thêm 9 đợt tấn công nữa từ phía Mujahideen.

Các binh sĩ Đại đội 9 được trao tặng huân chương sau trận đánh.

39 lính dù Liên-xô phải chống lại từ 200 đến 500 chiến binh Mujahideen có kinh nghiệm chiến đấu và được trang bị tốt. Các đợt tấn công được chia thành ít nhất hai hướng rất bài bản, chỉ ra rằng đối phương có thể đã được hỗ trợ bởi phiến quân được huấn luyện ở Pakistan. Trong các đợt tiếp theo, Đại đội 9 vẫn giữ dược liên lạc thường xuyên với sở chỉ huy và nhận được tất cả những gì Bộ tư lệnh Tập đoàn quân số 40 có thể cung cấp, bao gồm hỗ trợ pháo binh, tiếp tế đạn dược, và trực thăng di tản những người bị thương.
Đợt tấn công đầu tiên lúc 15.30 ngày 7 tháng 1 năm 1988 là khởi đầu cho một chuỗi 12 đợt tấn công cường độ cao, đẫm máu, bao gồm cả xáp lá cà bằng lê, dao găm và mọi thứ có thể, liên tiếp cho đến ngay trước bình minh ngày hôm sau (3 giờ ngày 8 Tháng 1), khi quân Mujahideen rút lui, điểm cao 3234 vẫn còn trong tay lính dù Liên-xô. Họ kiệt sức và hầu hết bị thương, gần cạn đạn dược sau cuộc tấn công cuối cùng (các nguồn Liên-xô và Nga tuyên bố họ còn không đủ 30 viên đạn 5.45x39mm, không còn đạn súng khác và lựu đạn) và có lẽ không thể chịu thêm được một đợt tấn công nào nữa.

## Tương quan lực lượng

### Phía Liên-xô
Đại đội 9 - Lữ đoàn Không vận Độc lập 345 - Sư đoàn Không vận Cận vệ 103 lúc đó chỉ có 39 người (không đủ phiên chế), họ được trang bị chủ yếu là hỏa khí cá nhân: súng trường xung kích AK-74 và AKM, ngoài ra còn có một số súng phóng lựu lắp dưới nòng GP-25 được gắn trên những khẩu AK-74, trung liên RPK và PKM, các loại súng chống tăng vác vai RPG-7D và RPG-18, một khẩu súng trường bắn tỉa SVD và một khẩu súng máy đại liên 12,7mm NSV... Ngoài ra, họ có điện đài vô tuyến để liên lạc với sở chỉ huy chiến dịch. Ngoài ra, lính dù Liên-xô còn được hỗ trợ pháo binh và tiếp tế đạn dược, di tản thương binh bằng đường hàng không, nhưng không có tiếp viện trực tiếp bằng bất kỳ đơn vị chiến đấu nào dù chỉ một tiểu đội cho đến sau khi kết thúc trận chiến.

### Phía Mujahideen
Lực lượng Mujahideen và Cò Đen tham gia cuộc tấn công lên đến 200-500 tay súng, tương đương cấp tiểu đoàn. Họ được trang bị lẫn lộn cả vũ khí của khối XHCN và Phương tây, bao gồm hầu hết những thứ đối phương (Đại đội 9) có và cả không có, cả súng không giật và súng cối.

## Thiệt hại

### Phía Liên-xô
Đại đội 9 có 34 thương vong (trên tổng số 39), trong đó có sáu người thiệt mạng và 28 người bị thương. Hai trong số binh sĩ thiệt mạng: Vyacheslav Alexandrovich Alexandrov và Andrey Alexandrovich Melnikov, được truy tặng danh hiệu Anh hùng Liên bang Xô viết. Tất cả lính dù tham gia trận chiến này được trao Huân chương Cờ đỏ và Huân chương Sao đỏ.
| Tên họ và cấp bậc                           | Thông tin | Tặng thưởng                                                   |
| Sĩ quan                                     | Sĩ quan | Sĩ quan                                                       |
| ------------------------------------------- | --- | ------------------------------------------------------------- |
| Sergey Borisovich Tkachyov Thượng úy        | Phó chỉ huy Đại đội 9 Nguyên quán: thành phố Bryansk. Chỉ huy Đại đội 9 trong trận đánh | Huân chương Cờ đỏ, Huân chương Sao đỏ                         |
| Viktor Yuryevich Gagarin Thượng úy          | Trung đội trưởng Trung đội 1. | Huân chương Cờ đỏ, Huân chương Sao đỏ                         |
| Ivan Pavlovich Babenko Thượng úy            | Chỉ huy tổ tiền sát pháo binh. | Huân chương Cờ đỏ, Huân chương Sao đỏ                         |
| Sergey Vladimirovich Rozhkov Thượng úy      | Trung đội trưởng Trung đội 2 | Huân chương Cờ đỏ, Huân chương Sao đỏ                         |
| Vitaly Vasilyevich Matruk Thượng úy         | Phó chỉ huy Đại đội 9 | Huân chương Cờ đỏ, Huân chương Sao đỏ                         |
| Vasily Kozlov Thượng sĩ nhất (Praporshchik) | Phụ tá Ban chỉ huy của Đại đội 9. | Huân chương Cờ đỏ, Huân chương Sao đỏ                         |
| Hạ sĩ quan chiến sĩ                         | |                                                               |
| Alexandrov Vyacheslav Alexandrovich Hạ sĩ   | Tiểu đội trưởng Tiểu đội Trọng liên 12,7mm NSV Nguyên quán: làng Izobilnoe - Vùng Orenburg Hi sinh trong đợt tấn công đầu tiên khi đang yểm trợ cho quân nhân Trung đội 1 di chuyển vị trí. | Anh hùng Liên bang Sô-viết (truy tặng)                        |
| Sergey Bobko Binh nhì                       | Quân y viên | Huân chương Cờ đỏ, Huân chương Sao đỏ                         |
| Sergey Borisov Trung sĩ                     | Bị thương | Huân chương Cờ đỏ, Huân chương Sao đỏ                         |
| Vladimir Borisov Binh nhì                   | Bị thương | Huân chương Cờ đỏ, Huân chương Sao đỏ                         |
| Vladimir Verigin Thượng sĩ                  | | Huân chương Cờ đỏ, Huân chương Sao đỏ                         |
| Andrey Dyomin Binh nhì                      | | Huân chương Cờ đỏ, Huân chương Sao đỏ                         |
| Rustam Karimov Binh nhì                     | | Huân chương Cờ đỏ, Huân chương Sao đỏ                         |
| Arkadiy Kopyrin Binh nhì                    | Binh sĩ của Tiểu đội trọng liên 12,7mm NSV | Huân chương Cờ đỏ, Huân chương Sao đỏ                         |
| Vladimir Olegovich Kriptoshenko Hạ sĩ       | Binh sĩ Nguyên quán: Thị xã Krupki - Tỉnh Minsk Hi sinh do lựu đạn nổ | Huân chương Cờ đỏ (truy tặng), Huân chương Sao đỏ (truy tặng) |
| Anatoly Yuryevich Kuznezov Binh nhì         | Hi sinh | Huân chương Cờ đỏ (truy tặng), Huân chương Sao đỏ (truy tặng) |
| Andrey Kuznezov Binh nhì                    | | Huân chương Cờ đỏ, Huân chương Sao đỏ                         |
| Sergey Korovin Binh nhì                     | | Huân chương Cờ đỏ, Huân chương Sao đỏ                         |
| Sergey Lash Binh nhì                        | | Huân chương Cờ đỏ, Huân chương Sao đỏ                         |
| Andrey Alexandrovich Melnikov Binh nhì      | Xạ thủ súng máy Nguyên quán: Thành phố Mogilyov - tỉnh Mogilyov (Belarusia). Hi sinh | Anh hùng Liên bang Sô-viết (truy tặng)                        |
| Zurab Menteshashvili Binh nhì               | | Huân chương Cờ đỏ, Huân chương Sao đỏ                         |
| Nurmatdzhon Nimanovich Muradov Binh nhì     | Xạ thủ bắn tỉa. | Huân chương Cờ đỏ, Huân chương Sao đỏ                         |
| Andrey Medvedev Binh nhì                    | Tiền sát viên pháo binh | Huân chương Cờ đỏ, Huân chương Sao đỏ                         |
| Nikolay Ognev Binh nhì                      | Bị thương | Huân chương Cờ đỏ, Huân chương Sao đỏ                         |
| Sergey Ob'edkov Binh nhì                    | Binh sĩ của Tiểu đội trọng liên 12,7mm NSV | Huân chương Cờ đỏ, Huân chương Sao đỏ                         |
| Viktor Peredelsky Binh nhì                  | | Huân chương Cờ đỏ, Huân chương Sao đỏ                         |
| Sergey Puzhaev Binh nhì                     | | Huân chương Cờ đỏ, Huân chương Sao đỏ                         |
| Yury Salamaha Binh nhì                      | | Huân chương Cờ đỏ, Huân chương Sao đỏ                         |
| Yury Safronov Binh nhì                      | | Huân chương Cờ đỏ, Huân chương Sao đỏ                         |
| Nikolay Sukhoguzov Binh nhì                 | | Huân chương Cờ đỏ, Huân chương Sao đỏ                         |
| Igor Tichonenko Binh nhì                    | | Huân chương Cờ đỏ, Huân chương Sao đỏ                         |
| Pavel Trutnev Binh nhì                      | Nguyên quán: Thành phố Kemerovo - Tỉnh Kemerovo. Bị thương | Huân chương Cờ đỏ, Huân chương Sao đỏ                         |
| Vladimir Shchigolev Binh nhì                | | Huân chương Cờ đỏ, Huân chương Sao đỏ                         |
| Andrey Alexandrovich Fedotov Binh nhì       | Điện đài viên của tổ tiền sát pháo binh Ngày sinh: 29/09/1967. Nguyên quán: Tỉnh Kurgan Hi sinh vì trúng mảnh văng từ đạn súng chống tăng vác vai nổ trên một ngọn cây, trong khi quân Mujahideen pháo kích điểm cao 3234. Chiếc điện đài anh sử dụng trong trận chiến này hiện được lưu giữ tại Bảo tàng Lực lượng Vũ trang Trung ương - Liên bang Nga. | Huân chương Cờ đỏ (truy tặng), Huân chương Sao đỏ (truy tặng) |
| Andrey Fedorenko Binh nhì                   | | Huân chương Cờ đỏ, Huân chương Sao đỏ                         |
| Nikolay Fadin Binh nhì                      | | Huân chương Cờ đỏ, Huân chương Sao đỏ                         |
| Andrey Nikolaevich Zvetkov Hạ sĩ            | Xạ thủ súng máy Sinh quán: Thủ phủ Petrozavodsk - Cộng hòa Karelia thuộc Nga. Hi sinh. | Huân chương Cờ đỏ, Huân chương Sao đỏ                         |
| Evgeny Yazuk Binh nhì                       | | Huân chương Cờ đỏ, Huân chương Sao đỏ                         |
| ???                                         | Liên-xô và Nga tuyên bố có tổng cộng 39 binh sĩ nhưng chỉ đưa ra tên của 38 người. | Huân chương Cờ đỏ, Huân chương Sao đỏ                         |

### Phía Mujahideen
Theo ước tính của phía Liên-xô, phía Mujahideen thương vong hơn 200 người. Các chiến binh Mujahideen mặc đồng phục màu đen với các sọc chữ nhật màu đen-vàng-đỏ. Một số nguồn cho rằng lực lượng Mujahideen trong trận chiến này là thành viên của lực lượng Cò Đen (SSG - một sư đoàn biệt kích độc lập của Quân đội Pakistan.)